# Mugen no Jūnin
Mugen no Jūnin (無限の住人, lit. Habitante de lo infinito), conocido en español como La espada del inmortal, es un manga de Hiroaki Samura. La historia se sitúa en Japón, por la mitad del sogunato Tokugawa, en el segundo año de la era Tenmei, o 1782.

## Argumento
La historia está ambientada en el Japón de la era Edo. El protagonista, Manji, es un guerrero que tiene una gran ventaja sobre sus rivales: ninguna herida lo puede matar. En el pasado mató a otros cien samuráis, entre ellos el marido de su hermana. Una monja anciana, de la que se dice que tiene 800 años, le concede el don de la inmortalidad mediante unos gusanos llamados kessenchū, que le curan cualquier herida y hasta restauran miembros amputados aunque la amputación haya sido hace horas. La muerte de su hermana lo lleva a aceptar la misión que acabará con su inmortalidad: debe matar a mil hombres malvados para redimirse.
Manji se cruza con una joven llamada Rin Asano y le promete ayudarla a vengar a su familia, que fue asesinada por un grupo de expertos espadachines liderado por Kagehisa Anotsu. Anotsu mató al padre de Rin y a su dōjō completo. La misión de Anotsu es que su dōjō, el Ittō-ryū, basado más en la destreza de cada uno que en las técnicas, unifique a todas las escuelas de esgrima del país, y ya ha empezado a tomar o destruir otras escuelas de esgrima.
Además, se crea otro grupo llamado Mugai-ryū y opuesto al Ittō-ryū. Su auténtico liderazgo y su motivación son un misterio, pero sus métodos (cualquier táctica que conduzca a la victoria) se parecen a los del Ittō-ryū.

## Personajes
- Manji: es el personaje principal de la historia; es samurái; adquirió su inmortalidad después de que una anciana sacerdotisa le introdujera unos gusanos llamados ermitaños de la sangre en el cuerpo, son estos gusanos los que regeneran su cuerpo, y para poder librarse de ellos y morir se ha propuesto matar a mil hombres malvados como penitencia por haber matado a cien compañeros suyos.

- Rin Asano: hija de un maestro samurái, líder de la escuela Mutenichi-ryū; busca vengar la muerte de sus padres a manos de una escuela rival y para ello consigue la ayuda de Manji.

- Kagehisa Anotsu: líder de la escuela Ittō-ryū; busca unificar todas las escuelas de esgrima del Japón bajo el código de la suya; asesinó al padre de Rin bajo este propósito.

- Makie Otonotachibana: proviene de una familia de samuráis; posee un talento innato para la espada, lo cual le ha traído muy malas experiencias desde su niñez, fue durante esa época cuando conoció a Kagehisa Anotsu.

## Armas
- Manji: su arma preferida serían las Cuatro Vías o la Tatsumasa de hierro colado. Además utiliza 12 armas que tiene escondidas por todo el cuerpo y que principalmente saca por sus mangas.

- Rin: el arma de Rin son los Insectos Dorados, pequeños puñales de 14 centímetros. Rin lleva escondidos unos 20 en todo el cuerpo. También utiliza una "katana" extranjera.

- Kagehisa Anotsu: su arma preferida es una hacha. También maneja con soltura la espada, pero esta la utiliza con menos frecuencia

## Media

### Manga
En Japón se llevaba publicando en la revista antológica de Kōdansha Afternoon KC desde 1994, y finalizó en 2012 con un total de 30 tomos. En España fue publicado de forma parcial por Norma Editorial durante los años 90 (fue criticada por la poca calidad del papel), e incluso se han llegado a comercializar cuatro pósteres de la serie por la empresa 1000 Editions. Glénat ha publicado en España. También se ha traducido al inglés (21 volúmenes) y al francés. En Estados Unidos, la obra fue uno de los títulos abanderados de la línea manga de la editorial estadounidense Dark Horse (que lo viene editando en Estados Unidos en formato comic-book mensual desde 1996 con buen éxito de público y crítica, y con pin-ups de gente como Jae Lee, Gil Kane o Dan Brereton). En México es publicada por Editorial Panini a partir de marzo de 2018. En Argentina, es publicada por OVNI Press.

### Anime
Para el verano de 2008 se estrenó el anime de La Espada del Inmortal, a cargo de los estudios Bee Train (productores de series conocidas como Noir y Madlax). El director será Kōichi Mashimo (serie .hack//, Noir), Hiroyuki Kawasaki (Sorcerer Hunters) se encargará del guion, Yoshimitsu Yamashita (director de animación de Samurai Champloo) se encargará del diseño de personajes, y Kô Ôtani (Mobile Suit Gundam Wing) compondrá la música de la serie. Una nueva adaptación al anime producido por Liden Films se estrenará en octubre del 2019. Amazon Prime Video transmitirá el anime a nivel mundial.

### Novela
Kodansha publicó una novela, titulada Blade of the Immortal: Legend of the Sword Demon (無限の住人 刃獣異聞, Mugen no Jūnin Ninjū Ibun), escrita por Junichi Ohsako, con ilustraciones de Samura, el 18 de julio de 2008. En Norteamérica, la novela fue publicada por Dark Horse Books el 27 de enero de 2010.

### Imagen real
El manga fue adaptado en una película a imagen real en 2017. Dirigida por Takashi Miike, con guion de Tetsuya Oishi, y protagonizada por Takuya Kimura como Manji.

## Sobre la esvástica
El personaje principal de La Espada del Inmortal, Manji, ha tomado la esvástica invertida como nombre y símbolo personal. A este símbolo también se le conoce como sauvástica, un nombre derivado del sánscrito «svastika», que significa ‘bienestar’.
Fue ampliamente utilizado en la antigüedad como símbolo de prosperidad y buena fortuna, y ha sido utilizado en Japón como símbolo del budismo desde tiempos antiguos. El símbolo generalmente utilizado por los budistas japoneses es la sauvástica (vocablo que proviene del sánscrito hindú) o esvástica con los brazos torcidos hacia la izquierda, que se mueve en dirección contraria a las manecillas del reloj y se llama manji en japonés, palabra de la que procede el nombre del personaje principal de la historia.
Este símbolo en el budismo japonés simboliza la noche, está asociado con propiedades mágicas y no tiene ningún significado antisemita ni pronazi, ya que dicha connotación no llegó a existir hasta 1920, año ya muy posterior a la era Edo en que se desarrolla la historia.
La esvástica, cuyos extremos señalan en la dirección de las agujas del reloj, suele ser considerada como un símbolo solar. Fue esta versión la que los nazis utilizaron (con el nombre Hakenkreuz) como símbolo suyo.

## Premios
- Ganadora en 1998 del Media Arts Awards[4] (unos premios concedidos anualmente por la Agencia de Asuntos Culturales del Ministerio de Educación japonés) en la categoría de manga.
- Nominado en los Premios Eisner[5] 1999 en la categoría de Mejor Obra Extranjera.
- Ganadora del Premio Eisner[5] 2000 a la Mejor Obra Extranjera.
- Ganadora del Eagle Awards[5] en 2007 como mejor manga.